# Box Office Mojo
Box Office Mojo je internetová stránka, která systematicky sleduje tržby filmů v kinech a v distribuci. Stránka byla založena v roce 1999 Brandonem Grayem a v roce 2002 se jeho partnerem stal Sean Saulsbury. V roce 2008 byl server odkoupen internetovým obchodem Amazon.com přes dceřinou společnost Internet Movie Database. Server sleduje tržby filmů podrobně, často den po dni, což umožňuje sledovat i trajektorii tržeb.